# Sundtjärnen (Svegs socken, Härjedalen)
Sundtjärnen är en sjö i Härjedalens kommun i Härjedalen och ingår i Ljusnans huvudavrinningsområde.